# Колебијанко (Терни)
Колебијанко је насеље у Италији у округу Терни, региону Умбрија.
Према процени из 2011. у насељу је живело 24 становника. Насеље се налази на надморској висини од 467 м.